# La Constancia
Pour les articles homonymes, voir Constancia (homonymie).
La Constancia ou Constancia est une ville de l'Uruguay située dans le département de Paysandú. Sa population est de 227 habitants.

## Géographie
La Constancia est située près de la ville de Lorenzo Geyres.

## Population
| Année | Population |
| ----- | ---------- |
| 1963  | –          |
| 1975  | –          |
| 1985  | –          |
| 1996  | –          |
| 2004  | 227        |

Référence,.